# 吉田美和
吉田美和（1965年5月6日—），日本女歌手，北海道人，DREAMS COME TRUE主唱、作詞家、作曲家。

## 簡介
1995年推出第一張個人名義的專輯 beauty and harmony（美麗與和諧），名字取自其名字的英文意譯。
2004年5月6日，吉田美和選在生日這天，透過網站向世人宣布與影像導演末田健（1974年生）閃電結婚的消息。由於女生較男生年長9歲，如此姊弟戀話題也引起討論。2007年9月26日，末田健因生殖细胞腫瘍（癌症）過世，得年33歲。
2009年3月21日，DREAMS COME TRUE發行出道20週年的專輯「DO YOU DREAMS COME TRUE?」且首週銷售成績便以23.1萬張獲得該週日本公信榜冠軍，並且使得DREAMS COME TRUE歷年專輯累積銷售量達2766.3萬張。
2012年3月21日，吉田美和在網站上宣布，她與搖滾樂團「FUZZY CONTROL」主唱兼吉他手JUON（本名「鎌田樹音」，1985年生）已登記結婚，兩人相差19歲10個月。

## 唱片
DREAMS COME TRUE名義的作品請看DREAMS COME TRUE#唱片分類。
單曲
- 涙の万華鏡 -m.yo mix-（2003年5月6日）

涙の万華鏡 -m.yo mix-／あなたのかわいい人 -radio mix-（J-WAVE「LIVING IN TOKYO〜夢と冒険の世界へ〜」キャンペーンソング）
專輯
- beauty and harmony（1995年12月18日）

beauty and harmony／つめたくしないで／泣きたい／バイバイ／パレードは行ってしまった／A HAPPY GIRLIE LIFE／DARLIN'／冷えたくちびる／奪取／生涯の恋人／beauty and harmony〜reprise
- beauty and harmony 2（2003年5月6日）

theme of beauty and harmony 2／涙の万華鏡／どうしてこんなに／お願いします／夢の続き／あなたのかわいい人／the lessons／おとなじゃん！／告白／theme of beauty and harmony 2 for strings
影像
- miwa yoshida concert tour beauty and* harmony（VHS：1996年、DVD：2003年11月19日）

## 參加作品
除了DREAMS COME TRUE（以及FUNK THE PEANUTS、アンドレ中村とオホーツクボーイズ）、個人活動以外，她也以歌手身分參與以下作品：
- 3 VIEWS（3 VIEWS、2000年）- 以鼓手村上秀一（日语：村上秀一）為中心的單元專輯，吉田負責Medley的演唱。
- Wishing A Special Christmas To You（日语：Wishing A Special Christmas To You）（Full Of Harmony、2000年）

## 演出
電台
- 今夜もフリー&フリー 吉田美和のWhat's Up?（文化放送、1989年10月 - 1990年3月）- 『今夜もBREAK OUT ラジオバカナリヤ』枠で放送。

廣告
- 資生堂「レシェンテ」（1993年）
- FANCL（2012年3月 - ）[2]

## 相關項目
- DREAMS COME TRUE
- 中村正人（日语：中村正人）
- 西川隆宏（日语：西川隆宏）

## 外部連結
- 吉田美和官方網站 （页面存档备份，存于）